# 淡路帆希
淡路 帆希（あわみち ほまれ）は、日本のライトノベル作家。「盗賊娘はお国のために
（紅牙のルビーウルフ）」で第17回ファンタジア長編小説大賞準入選を受賞し、同作でデビュー。

## 作品リスト
富士見ファンタジア文庫（富士見書房）
- 紅牙のルビーウルフ
  - （2005年9月 ISBN 4-8291-1751-6 ）
  - 2 面影人魚（2006年2月 ISBN 4-8291-1794-X ）
  - 3 西の春嵐（2006年5月 ISBN 4-8291-1825-3 ）
  - 4 皓白の反旗（2006年10月 ISBN 4-8291-1867-9 ）
  - 5 宝冠に咲く花（2006年12月 ISBN 4-8291-1886-5 ）
  - クローバーに願いを  紅牙のルビーウルフTinytales 1（2007年5月 ISBN 978-4-8291-1929-7 ）
  - 6 自由の風が吹く夜明け（2008年1月 ISBN 978-4-8291-3251-7 ）
  - 7 君に捧げる永遠の花（2008年4月 ISBN 978-4-8291-3277-7 ）
- 花守の竜の叙情詩
  - 1 （2009年6月 ISBN 978-4-8291-3409-2 ）
  - 2 （2009年12月 ISBN 978-4-8291-3469-6 ）
  - 3 （2010年12月 ISBN 978-4-8291-3598-3 ）
- グロリアスハーツ
  - 1 （2012年3月 ISBN 978-4-8291-3737-6 ）
  - 2 （2012年7月 ISBN 978-4-8291-3779-6 ）

富士見L文庫（KADOKAWA）
- 海波家のつくも神
  - 1 （2014年6月 ISBN 978-4-04-070218-6 ）
  - 2 （2015年3月 ISBN 978-4-04-070563-7 ）
- ひとしずくの星
  - （2015年2月 ISBN 978-4-04-070505-7 ）